# Liste der Straßen in Essen-Bredeney
Die Liste der Straßen in Essen-Bredeney beschreibt das Straßensystem im Essener Stadtteil Bredeney mit den entsprechenden historischen Bezügen.

## Einführung und Überblick
In Essen-Bredeney leben 11040 Einwohner (30. September 2022) auf einer Fläche von 8,76 Quadratkilometern. Der Stadtteil gehört zu den Postleitzahlenbezirken 45133, 45134 und 45239.
Bredeney war um die Jahrhundertwende 1900 noch sehr ländlich geprägt, daher waren nur wenige Straßen zu dieser Zeit bereits mit Namen versehen. Eine Neunummerierung der Häuser durch amtliche Straßenbenennungen erfolgte durch den Gemeinderatsbeschluss vom 6. August 1907. Nur wenige weitere Namen kamen bis zur Eingemeindung 1915 zur Stadt Essen hinzu.
Auch wenn zur Eingemeindung 1915 einige Straßen nach Blumen und Pflanzen umbenannt wurden, ohne ausdrücklich eine Straßennamengruppe zu bilden, so kamen doch im Laufe der Zeit weitere Straßennamen nach diesem Vorbild im Bereich westlich der Alfredstraße hinzu.
In der Krupp-Siedlung Brandenbusch, die für Bedienstete der benachbarten Villa Hügel, des ehemaligen Wohnsitzes der Familie Krupp, angelegt wurde, wurden die Straßen nach Kindern der Industriellenfamilie Krupp von Bohlen und Halbach benannt.
Auf Anregung des ehemaligen Westerwaldvereins, Ortsgruppe Essen, wurden bei der Erschließung des Geländes am Brucker Holt, im Anschluss an die Westerwaldstraße, weitere Straßen nach deutschen Mittelgebirgen benannt.
Die Stadtteilgrenze von Bredeney wird von Norden her im Uhrzeigersinn grob wie folgt gebildet:
 Durch die Bundesautobahn 52 und die parallel verlaufende Norbertstraße, die Straße Nelkengarten, die Einigkeitstraße und einen Teil der Wiedfeldtstraße zu Rüttenscheid; letztere weiter folgend, die Straße Waldeck, die Frankenstraße in östlicher Richtung und dann Luftlinie durch den Stadtwald die Lerchenstraße kreuzend zur grenzbildenden Trappenbergstraße, die Straße Drosselanger, die Straße Bottlenberg zur Heisinger Straße zu Stadtwald; im Südosten durch die Ruhr und den Baldeneysee zu Fischlaken und Werden; im Süden durch die Straßen Kanonenberg und Heissiwald zu Werden, westlich des Heissiwalds nach Norden, durch den Aseybach und die Meisenburgstraße zu Schuir, weiter durch die Hatzper- und die Theodor-Althoff-Straße und die Autobahn 52 zur Margarethenhöhe.
In Bredeney gibt es 116 benannte Verkehrsflächen, darunter mit Am Brunnen einen Platz.
 Davon befinden sich folgende Straßen nur teilweise im Stadtteil:
 Ägidiusstraße, Alfredstraße, Am Korintenberg, Bottlenberg, Bredeneyer Straße, Drosselanger, Frankenstraße, Freiherr-vom-Stein-Straße, Hatzper Straße, Heisinger Straße, Kanonenberg, Lerchenstraße, Meisenburgstraße, Norbertstraße, Trappenbergstraße, Wilhelm-Bernsau-Weg.
Durch den Stadtteil Bredeney verlaufen
- die Bundesautobahn 52 im äußersten Nordwesten Bredeneys,
- die Bundesstraße 224 über die Alfred-, die Zeuner- und die Bredeneyer Straße von Rüttenscheid nach Werden,
- die Landesstraße L63 von Stadtwald über die Lerchen- und die Freiherr-vom-Stein-Straße und
- die Landesstraße L441 von Rellinghausen auf der Franken- und Meisenburgstraße nach Schuir.

## Liste der Straßen
Die nachfolgende Tabelle gibt eine Übersicht über die Straßen und Wege im Stadtteil mit entsprechenden Informationen.
- Name: aktuelle Bezeichnung der Straße oder des Platzes.
- Länge/Maße in Metern:
 Die in der Übersicht enthaltenen Längenangaben sind gerundete Übersichtswerte, die in Google Earth mit dem dortigen Maßstab ermittelt wurden. Sie dienen Vergleichszwecken und werden, sofern amtliche Werte bekannt sind, ausgetauscht und gesondert gekennzeichnet.
 Bei Plätzen sind die Maße in der Form a × b angegeben.
 Der Zusatz (im Stadtteil) gibt an, dass die Länge die des Straßenabschnitts innerhalb von Huttrop ist, da die Straße in benachbarte Stadtteile weitergeführt wird.
 Der Zusatz (ohne Stichstraßen) gibt bei verzweigten Straßen die Länge der „Hauptstraße“ an.
 Der Zusatz (alle Straßenabschnitte zusammen) gibt an, dass die Straße so verwinkelt ist, dass keine „Hauptstraße“ besteht. Stattdessen wird die Länge aller Straßenabschnitte zusammengezählt.
- Herleitung: Ursprung oder Bezug des Namens
- Datum der Benennung: amtliche Erstbenennung
- Anmerkungen: zusätzliche Informationen
- Bild: Foto der Straße oder eines anliegenden Objekts

| Name                      | Länge/Maße (in Metern)                 | Herleitung                                                                                                   | Datum der Benennung | Bemerkungen | Bild                                        |
| ------------------------- | -------------------------------------- | --- | ------------------- | --- | ------------------------------------------- |
| Ägidiusstraße             | 100 (im Stadtteil)                     | Heiliger Ägidius                                                                                             | 4. Feb. 1904        | Die Ägidiusstraße kommt aus dem Nachbarstadtteil Stadtwald und endet in Bredeney als Sackgasse. |                                             |
| Alfred-Pott-Weg           | 110                                    | Alfred Pott, Chemiker und Industriemanager                                                                   | 2. Juli 1958        | Alfred Pott wurde am 7. Dezember 1882 in Witten geboren. Er gilt als Pionier der Ferngastechnik und war Mitgründer der 1926 errichteten Aktiengesellschaft für Kohleverwertung, ab 1928 Ruhrgas AG genannt. Von Anbeginn bis 1934 war er nebenamtliches Vorstandsmitglied und später Mitglied im Aufsichtsrat. Er starb am 19. Mai 1951 in Essen. Der Alfred-Pott-Weg liegt im Bereich der ehemaligen Kohlenstoffbiologischen Versuchsanstalt der Ruhrgas AG. Sie ist eine östliche Stichstraße der Straße Brucker Holt. |                                             |
| Alfredstraße              | 2090 (im Stadtteil)                    | Alfred Krupp, Industrieller                                                                                  | 6. Sep. 1897        | Die Alfredstraße war ursprünglich der Feldweg, den Alfred Krupp, der in Essen hoch zu Pferd bekannt war, zwischen seinem Wohnsitz auf der Villa Hügel und seiner Krupp-Gussstahlfabrik beritt. Unter wesentlicher Beteiligung der Firma Krupp wurde die Alfredstraße ausgebaut. Die Alfredstraße, die seit 1949 Teil der Bundesstraße 224 ist, führt ab der Grenze zu Rüttenscheid nach Süden zum Bredeneyer Kreuz. |                                             |
| Am Alfredusbad            | 140                                    | Ehemaliges Kurhaus Alfredusbad                                                                               | 13. Jan. 1996       | Die Straße befindet sich auf dem Gebiet des 1895 erbauten Kurhauses und Sanatoriums Alfredusbad. 1898 wurde hier eine kleine Straßenbahnwagenhalle errichtet und wenig später das Alfredusbad niedergelegt, um auf dem gesamten 14.000 m² großen Gelände ein Straßenbahndepot der Essener Verkehrs-AG zu erbauen, das bis 1968 in Betrieb war. Bis 1996 wurde der Betriebshof für anderweitigen Handel genutzt um dann den heutigen Bürokomplex zu errichten. Die Straße Am Alfredusbad verbindet die Alfredstraße mit der Bredeneyer Straße. |                                             |
| Am Brandenbusch           | 310                                    | Brandenbusch, Hof- und Flurname                                                                              | 1. Dez. 1927        | Der Hof Brandenbusch stammt aus dem Besitz der Abtei Werden. In den Protokollbüchern ist erwähnt, dass unsen Kaiten in dem Brandebuß im Jahr 1557 auf 25 Jahre an die Eheleute Johann Brandenbusch verpachtet wurde. Bis 1808 blieb der Hof meist in Familienbesitz und wurde dann öffentlich versteigert. Den Zuschlag für 12 Jahre erhielt der bisherige Pächter Johann Brandenbusch. 1829 kam es nach langwierigen Verhandlungen zwischen dem Domänenfiskus und dem Bergmann und Ackersmann Heinrich Brandenbusch zu einem Erbpachtvertrag, wobei der Hof ohne Holzungen rund 41 Morgen groß war. Die Straße Am Brandenbusch liegt in der ab 1885 durch Friedrich Alfred Krupp errichteten Siedlung Brandenbusch. | Am Brandenbusch                             |
| Am Brunnen                | 30 × 40                                | Brunnen an diesem Platz                                                                                      | 7. Jan. 1909        | Die Benennung erfolgte nach einem im Jahr 1908 dort errichteten Brunnen. Der Platz Am Brunnen verbindet die Graf-Spee-Straße mit der Straße Am Wiesental. | Am Brunnen                                  |
| Am Heissiwald             | 240                                    | Lage am Heissiwald                                                                                           | 15. März 1950       | Der 350 Morgen große Wald wurde ursprünglich im Volksmund Plattenwald genannt und ist bereits in der ersten Hälfte des 9. Jahrhunderts im ältesten Werdener Cartular erwähnt. Er liegt zwischen Bredeney und Werden und kam 1925 durch Ankauf in den Besitz der Stadt Essen. Seit 1935 heißt er amtlich Heissiwald. Der Gutsbesitzer Wilhelm Bernsau forstete den heutigen Wald zu Beginn des 20. Jahrhunderts als Mischwald mustergültig auf. Die Straße Am Heissiwald führt von der Straße Kanonenberg in östliche Richtung und bildet dabei auf seinen ersten etwa 150 Metern die Grenze zu Werden. | Am Heissiwald 21                            |
| Am Hinsberg               | 110 (ohne Stichstraße)                 | Hinsberg, Flurname                                                                                           | 10. Mai 1914        | In der Mutterrolle von 1826 wird erwähnt, dass der Domänenpächter Christian Grotkamp Ackerland am Hiesberg besitzt. Vereinzelt taucht auch die Version Hinsberg auf, wobei Hins mit Hengst zu übersetzen ist. Die Straße Am Hinsberg verbindet die Straße Voßbusch mit der Grashofstraße. |                                             |
| Am Kohlenkämpchen         | 250                                    | Kohlenkämpchen, Name eines Kottens und einer Flur                                                            | 18. Okt. 1954       | Die Kohlkampskate wurde 1743 von der Abtei Werden errichtet. Es war ein sogenanntes Zeitpachtgut. 1808 wurde der Kotten öffentlich verpachtet, wobei die bisherigen Pächter Kohls genannt Kohlkamp den Zuschlag erhielt. Der sieben Morgen große Kotten war 1834 im Besitz der Eheleute Johann Theodor Schlieper und Anna Katharina Kollenkamp. In der Mutterrolle von 1826 ist erwähnt, dass das Kohlenkämpchen in Bredeney zum Hof des Domänenpächters Christian Grotkamp gehört. Die Straße Am Kohlenkämpchen verläuft nördlich parallel der Meisenburgstraße und stellt dabei eine Verbindung im Bogen der Straße Heierbusch her. |                                             |
| Am Korintenberg           | 230 (im Stadtteil)                     | Korintenberg, Flurname                                                                                       | 15. März 1950       | 1765 tritt der Name auf, als der Abt Anselm von Werden einen Arnold Hicking mit Berggerechtsamen auf drei Kohlenbänke auf dem Corinthenberg rechtsseitig der Ruhr bis zur Mühle am Plattenberg belehnt. In der Mutterrolle von 1826 wird Ludger Schützdeller aus Bredeney erwähnt, der Land am Korinthenberg bewirtschaftet. 1855 kaufte der Gewerke Friedrich Bruns den sogenannten Corinthenberg und errichtete darauf eine Villa mit Park und Berggarten. 1865 ging die Villa durch Kauf auf den Tuchfabrikanten Mathias Wiese über. Später beherbergte die Villa das Bergamt Werden. Die Straße Am Korintenberg, die ursprünglich Florastraße und ab 1937 Tiergarten hieß, führt aus Werden kommend ab der Straße Kanonenberg in nördlicher Richtung zum Wildgehege im Heissiwald. | Am Korintenberg 26                          |
| Am Markuskreuz            | 70                                     | Lage am Erinnerungskreuz der ehemaligen Markuskapelle                                                        | 15. Juli 1954       | Bredeney war bereits um 875 eine der Siedlungen, die zum Pfarrbezirk Werden gehörten. Der Abt Gerold von Werden ließ 1036 eine Kapelle zu Ehren des hl. Markus errichten. Sie war gemeinsames Ziel der Bittprozessionen von Werden, Essen und Rellinghausen, die montags vor Christi Himmelfahrt stattfanden. Zeitweise wurde hier ein Sonntagsgottesdienst von Werden aus gehalten, aber 1775 eingestellt. Die Markuskapelle wurde 1803 wegen Baufälligkeit abgerissen. An deren Stelle wurde später ein Erinnerungskreuz aufgestellt. Die Straße Am Markuskreuz ist eine östliche Stichstraße des Hügelwegs. | Am Markuskreuz                              |
| Am Ruhrstein              | 660                                    | Lage am ehemaligen Luftkurhaus Ruhrstein                                                                     | 9. Juli 1915        | Nach dem Muster berühmter Kurhotels des Rheinlandes und der Schweiz wurde hier 1896 ein der Zeit entsprechend sehr komfortabel ausgestattetes Luftkurhaus erbaut, zu dem eine neun Morgen große Parkanlage gehörte. Es wurde 1897 vom Inhaber Wilhelm Hartmann eröffnet. Seine 1000 Personen fassende Terrasse bot einen Blick über das bewaldete Ruhrtal und zur Villa Hügel. Vom 8. Mai 1897 bis 1911 fuhr die elektrische Straßenbahn vom Alfredusbad direkt zum Kurhaus Ruhrstein. So entstand nahe dem Haus die Landhauskolonie Ruhrstein, deren Bauunternehmer die Herren A. Diehl und der Baurat A. Phillippi waren. Sie kauften das acht Hektar große Gebiet dem Gutsbesitzer Wilhelm Ostermann zum Preis von 17 Mark pro Rute ab und ersannen zudem den Namen Ruhrstein. Das Gebäude des Luftkurhauses wurde im Krieg kaum beschädigt und bestand noch bis in die 1960er Jahre als Veranstaltungsort für Pfarrfeste, Hochzeiten und ähnlichem. Dann wurde es verkauft und abgerissen. Heute steht hier mit der Hausnummer 37 ein 6-geschossiger Wohnblock. Die Straße Am Ruhrstein, die zuvor Ruhrsteinstraße hieß, zweigt östlich der Bredeneyer Straße ab und endet in einem südlichen Bogen als Sackgasse, wobei sie zweimal die Graf-Bernadotte-Straße quert. | Am Ruhrstein 41                             |
| Am Tann                   | 280                                    | Lage an einem Tannenwald                                                                                     | 5. Juli 1950        | Die Straße Am Tann begrenzt im Westen die Krupp-Siedlung Brandenbusch, die für Bedienstete der benachbarten Villa Hügel, des ehemaligen Wohnsitzes der Familie Krupp, angelegt wurde. Die Straße gehörte zuvor seit 1927 zur Eckbertstraße. Der südliche Abschnitt, der kurze Zeit Hochbassin hieß, wurde am 5. März 1951 ebenfalls der Straße Am Tann angegliedert. | Am Tann, Hochbassin                         |
| Am Wiesental              | 510                                    | Lage nahe einem Tal mit Wiese                                                                                | 9. Juli 1915        | Zur Zeit der Benennung gab es westlich der Straße, zwischen Franken- und Wiedfeldtstraße, ein kleines Tal, dessen Wiese landwirtschaftlich genutzt wurde. Die Straße Am Wiesental, die zuvor Wiesenstraße hieß, zweigt nördlich der Frankenstraße ab und trifft in einem nordöstlichen Bogen auf die Graf-Spee-Straße. | Am Wiesental                                |
| Am Wittkop                | 85                                     | Wittkopp, Familienname                                                                                       | 22. Feb. 1956       | In der Mutterrolle von 1826 sind die Kötter Eberhard und Heinrich Wittkopp genannt, die in Bredeney drei bzw. sechs Morgen Land auf der Beckmannsheide und am Steinberg besitzen. Die Straße Am Wittkop ist eine östliche Stichstraße der Westerwaldstraße. |                                             |
| An der Kluse              | 300                                    | Klusenkapelle St. Ägidius                                                                                    | 7. Jan. 1909        | Die Straße An der Kluse zweigt nordwestlich der Lerchenstraße ab, führt an der nördlicher gelegenen Klusenkappele vorbei und geht dann in die Straße Berenberger Mark über. |                                             |
| Anemonenweg               | 100                                    | Anemone, Pflanzengattung                                                                                     | 16. Dez. 1975       | Der Anemonenweg verbindet die Frühlingstraße mit der Straße Weidenbruch. |                                             |
| Anna-Linder-Weg           | 400                                    | Anna Linder, Beauftragte des schwedischen Roten Kreuzes                                                      | um 1930             | Die Baronin Anna Linder wurde am 24. September 1873 in Lilla Malma Församling, Schweden, geboren. Sie setzte sich als Beauftragte für das schwedische Rote Kreuz in den Jahren 1915 bis 1920 für die deutschen Kriegsgefangenen in Russland ein. Zur Zeit der Ruhrbesetzung leitete sie das schwedische Hilfswerk, das seinen Sitz in der damaligen Huyssens-Stiftung am Platz Freiheit in Essen hatte. Nach dem Zweiten Weltkrieg bemühte sie sich um Flüchtlinge aus der Ostzone. 1927 erhielt sie die Ehrendoktorwürde der Universität Uppsala und ein Jahr darauf die der Universität Bonn. Sie starb am 4. Dezember 1950 in Stockholm. Der Anna-Linder-Weg zweigt östlich des Wilhelm-Bernsau-Wegs ab und führt östlich am Restaurant Zur Platte vorbei. |                                             |
| Arnoldstraße              | 350                                    | Arnold von Bohlen und Halbach, jung verstorbenes Kind der Industriellenfamilie Krupp von Bohlen und Halbach. | 1. Dez. 1927        | Die Arnoldstraße liegt in der Krupp-Siedlung Brandenbusch, die für Bedienstete der benachbarten Villa Hügel, des ehemaligen Wohnsitzes der Familie Krupp, angelegt wurde. | Arnoldstraße                                |
| Aseyweg                   | 410                                    | Asey, Flur- und Hofname                                                                                      | 23. Feb. 1954       | In einem Lehnsgüterverzeichnis um das Jahr 1412 ist genannt, dass Johannes Kukelshem cum curia in Walney, cum bonis in der Aze belehnt ist. 1482 ist urkundlich vermerkt, dass Johann von Schüren, Canonich zu Essen, die Güter Walney, Overschüren, Nederschüren und das Gut Asey von der Abtei Werden zu Lehen trägt. Die aufsitzende Familie Asey ist seit 1702 lückenlos nachweisbar. Der Hof hatte den Charakter eines Zeitpachtguts. 1831 kam es wegen vermeintlicher Eigentumsansprüche zu einem Prozess mit dem Domänenfiskus, den der Kläger verlor. So kam der 168 Morgen große Hof durch einen Kaufvertrag in das uneingeschränkte Eigentum der Familie Oberwallney genannt Asey. Der Aseyweg zweigt südlich der Meisenburgstraße ab und führt auf die Straße Brucker Holt. Auf ihren etwa ersten hundert Metern bildet sie dabei die Grenze zum Nachbarstadtteil Schuir. |                                             |
| Baldeney                  | 230 (ohne Stichstraßen)                | Name, der auf Schloss Baldeney zurückgeht                                                                    | 6. Aug. 1907        | Als Baldeney wird ein Nummerierungsbezirk zwischen den Straßen Drosselanger und Bottlenberg bezeichnet. |                                             |
| Baumblüte                 | 180                                    | Botanik | 9. Juli 1915        | Die Eingemeindung von Bredeney zur Stadt Essen machte einige Umbenennungen nötig. Bei einigen Straßen wurden dabei Namen in Bezug auf Blumen und Blüten gewählt, ohne dabei eine Straßennamengruppe zu bilden. Die Straße Baumblüte, die zuvor Schubertstraße hieß, verbindet die Einigkeitstraße mit dem Holunderweg. |                                             |
| Beckmannsbusch            | 1100                                   | Beckmann, Flur- und Hofname                                                                                  | 9. Juli 1915        | In der Landmatrikel von 1668 ist zu finden, dass Wilhelm Montagh einen Wald an der Brach auf Beckmannß Busch schließend drei Viertel Morgen hat. Der Hof Beckmann, der auch Overbeck genannt wurde, war ein in den Sadelhof Rhade (Raadt) gehöriges Kurmuds- und Behandigungsgut. Der fürstlich-essendische Hofrat Joh. Wilhelm Schiffer wurde 1780 damit behandigt. In der Mutterrolle des Jahres 1867 ist Heinrich Beckmann aus Rüttenscheid als Eigentümer genannt. 1899 ging der Hof auf Clemens Preutenborbeck und seine Ehefrau Christine geborene Maas über. Die Friedrich Krupp AG erwarb ihn 1904. Später übernahmen ihn die Stadt Essen und die Margarethe-Krupp-Stiftung. Otto Langels war letzter Pächter. 1963 wurde der Hof aufgelöst und auf seinen Äckern die Siedlung Margarethenhöhe II errichtet. Die Straße Beckmannsbusch, die zuvor Adelskamp hieß, zeigt südlich der Norbertstraße ab und führt in westlicher Richtung zum Büropark Bredeney, wo sie als Sackgasse endet. |                                             |
| Benzstraße                | 70                                     | Carl Benz, Automobilpionier                                                                                  | 24. Juli 1939       | Die Benzstraße, die zuvor Teil der ehemaligen Rausenbergerstraße hieß, ist eine südwestliche Stichstraße des Georg-Baur-Rings. |                                             |
| Berenberger Mark          | 660                                    | Berenberger Mark, Name einer Gemeinheit                                                                      | 15. Jan. 1936       | Die Berenberger Mark wird bereits in einer Urkunde aus dem 1393 erwähnt. Die Straße Berenberger Mark, die zuvor Markenweg hieß und ursprünglich teilweise Teil der Straße An der Kluse war, führt in Verlängerung der Straße An der Kluse in nördlicher Richtung auf die Frankenstraße. |                                             |
| Blumenkamp                | 120                                    | Botanik | 9. Juli 1915        | Die Eingemeindung von Bredeney zur Stadt Essen machte einige Umbenennungen nötig. Bei einigen Straßen wurden dabei Namen in Bezug auf Blumen und Blüten gewählt, ohne dabei eine Straßennamengruppe zu bilden. Die Straße Blumenkamp, die zuvor Kampstraße hieß, verbindet die Alfredstraße mit der Bredeneyer Straße. |                                             |
| Bottlenberg               | 280 (im Stadtteil)                     | Bottlenberg (Adelsgeschlecht)                                                                                | 9. Juli 1915        | Die Benennung erfolgte nach der Familie Bottlenberg gen. von Schirp auf Schloss Baldeney aus dem Adelsgeschlecht Bottlenberg. Die Straße, die zuvor Bottlenbergstraße hieß, Bottlenberg zweigt südwestlich der Heisinger Straße Nachbarstadtteil Stadtwald ab und führt weiter nach Bredeney zum Restaurant Heimliche Liebe. |                                             |
| Brachtstraße              | 300                                    | Bracht, Name eines Kottens                                                                                   | 7. Aug. 1907        | Der Kotten war eine Abspliss der Wusthove, der 1568 an die Eheleute auf der Bracht auf ihrer beiden Leben lang für zwei Gulden verpachtet wurde. Niemand sollte nach ihrem Tod Anspruch auf den Kotten haben. Im Pachtbuch des Abts Duden von 1589/90 erhielt Gordt der Brechter den kalten up der Bracht under Bredeney bis 1605. Am 28. Januar 1808 pachtete Joh. Brächter die Brachtkathe auf zwölf Jahre. 1825 löste Johann Ludger Brächter alle auf dem Kotten ruhenden fiskalischen Lasten ab und erwarb ihn zu Eigentum. In der Mutterrolle von 1866 sind die Eheleute Johann Ludger Brächter zu Bredeney als Eigentümer der sechs Morgen großen Kathe verzeichnet. Die Brachtstraße verbindet die Alfredstraße in westlicher Richtung mit der Straße Kiefernhalde. |                                             |
| Bredeneyer Kreuz          | 100                                    | Straßenkreuz in Bredeney                                                                                     | 19. März 1969       | Die Straße Bredeneyer Kreuz, die zuvor Teil der Rellinghauser Straße und nach deren Umbenennung Teil der Frankenstraße war, bildet ein Bindeglied zwischen Franken- und Meisenburgstraße als Teil der Landesstraße L441. Die Bezeichnung als Kreuz rührt von den hier kreuzenden Straßen Alfred- und Zeunerstraße. |                                             |
| Bredeneyer Straße         | 3960 (im Stadtteil)                    | Gemeinde und ehemalige Bürgermeisterei Bredeney                                                              | 9. Juli 1915        | Seit 1907 trug der Teil nördlich der Frankenstraße den Namen Essener Straße, der Teil südlich davon in Richtung Werden den Namen Werdener Straße. Beide Straßen wurden zur Eingemeindung Bredeneys zur Stadt Essen, laut Eingemeindungsvertrag vom 10. März 1914, in Bredeneyer Straße umbenannt. Zur Zeit des Nationalsozialismus hieß sie zwischen 1933 und 1945 Hermann-Göring-Straße. Am 21. November 1968 wurde der südlichste Abschnitt ab der Einmündung der Freiherr-vom-Stein-Straße, der zur Straße Im Löwental gehörte, der Bredeneyer Straße angegliedert. Heute führt die Bredeneyer Straße in Verlängerung der Rüttenscheider Straße in Rüttenscheid in südlicher Richtung, quert die Frankenstraße und mündet südlich der Zeunerstraße auf die Bundesstraße 224, als diese sie weiter in den Nachbarstadtteil Werden führt. | Bredeneyer Straße                           |
| Bruchland                 | 70                                     | Bruchland, Flurname                                                                                          | 4. Juli 1951        | In der Mutterrolle von 1826 wird Heinrich Höffken als Besitzer eines vier Morgen großen Ackerstücks auf dem Bruchland genannt. Die Straße Bruchland ist eine westliche Stichstraße der Straße Zeißbogen. |                                             |
| Brucker Holt              | 1200                                   | Brucker Holt, Flurname                                                                                       | 6. Juli 1929        | In der Mutterrolle von 1867 wird erwähnt, dass zum Hof des Ludger Bruckmann in Bredeney ein Acker gehört, genannt Brucksholt. Die Straße Brücker Holt zweigt südlich der Meisenburgstraße ab und endet nach einem östlichen Bogen die Westerwaldstraße querend als Sackgasse. |                                             |
| Dahlienhof                | 110                                    | Botanik | 13. Jan. 1957       | Die Eingemeindung von Bredeney zur Stadt Essen machte einige Umbenennungen nötig. Bei einigen Straßen wurden dabei Namen in Bezug auf Blumen und Blüten gewählt, ohne dabei eine Straßennamengruppe zu bilden. Auch später wurde offensichtlich in Anlehnung daran so verfahren. Die Straße Dahlienhof ist eine östliche Stichstraße der Frühlingstraße. |                                             |
| Daimlerstraße             | 230                                    | Gottlieb Daimler, Ingenieur, Konstrukteur                                                                    | 10. Jan. 1929       | Die Daimlerstraße verbindet die Redtenbacherstraße mit dem Walter-Sachsse-Weg. |                                             |
| Drosselanger              | 150 (im Stadtteil)                     | Drossel, Vogelart                                                                                            | 22. Dez. 1949       | Die Straße Drosselanger führt als Verlängerung der Trappenbergstraße nach Nordosten und bildet bis zum Abzweig der Straße Bosselberg die Stadtteilgrenze zu Stadtwald. Sie stößt in Stadtwald auf die Heisinger Straße. |                                             |
| Eckbertstraße             | 250                                    | Eckbert von Bohlen und Halbach, Kind der Industriellenfamilie Krupp von Bohlen und Halbach.                  | 1. Dez. 1927        | Die Eckbertstraße liegt in der Krupp-Siedlung Brandenbusch, die für Bedienstete der benachbarten Villa Hügel, des ehemaligen Wohnsitzes der Familie Krupp, angelegt wurde. | Eckbertstraße, Ev. Kirche                   |
| Eifelhang                 | 400                                    | Eifel, Mittelgebirge in Nordrhein-Westfalen und Rheinland-Pfalz                                              | 13. Dez. 1961       | Auf Anregung des ehemaligen Westerwaldvereins, Ortsgruppe Essen, wurden bei der Erschließung des Geländes am Brucker Holt, im Anschluss an die Westerwaldstraße, weitere Straßen nach deutschen Mittelgebirgen benannt. Die Straße Eifelhang verbindet die Hunsrückstraße mit der Straße Meckenstocker Höfe. |                                             |
| Einigkeitstraße           | 620                                    | Einigkeit bei der Vereinigung von Essen und Bredeney                                                         | 9. Juli 1915        | Die Benennung fand in Erinnerung an die Vereinigung von Essen und Bredeney statt, als zwischen den Beteiligten Einigkeit herrschte. Rüttenscheid wurde 1905 nach Essen eingemeindet, zehn Jahre später folgte Bredeney. Die Einigkeitstraße, die zuvor Königstraße hieß, führt von der Bredeneyer Straße bis zum Abzweig der Straße Nelkengarten als Grenze zu Rüttenscheid, danach verläuft sie in westlicher Richtung in Bredeney auf die Straße Weidenbruch. |                                             |
| Emdenstraße               | 260                                    | Kriegserinnerung an das Kriegsschiff Emden                                                                   | 9. Juli 1915        | Zur Zeit der Benennung stand die Öffentlichkeit noch deutlich unter dem Eindruck der Taten des kleinen Kreuzers, der zum selbständigen Handelskrieg in den Indischen Ozean entsandt worden war und 1914 nahe der Kokosinseln versenkt wurde. Die Emdenstraße, die zuvor Bergstraße hieß, verbindet die Graf-Spee-Straße mit der Frankenstraße. |                                             |
| Fendelweg                 | 130                                    | Fendel, Name eines Kottens                                                                                   | 1. Dez. 1927        | Der Bergmann Johann Fendel kaufte 1845 von Maria Catharina Kaldenhoff (geb. Ridder) aus Rüttenscheid ein etwa fünf Morgen großes Stück Land. Das lag in der Flur Langenbach. Er erbaute darauf sein Haus. Durch Erbvertrag ging dieser Kotten 1863 an seinen Sohn Johann Fendel jun., und 1894 auf seine Witwe Gertrud (geb. Wintgen) über. Sie veräußerten ihn 1901 an den Bergmann Josef Groß aus Bredeney. Der Fendelweg ist eine westliche Stichstraße des Holunderwegs. |                                             |
| Fliederbusch              | 85                                     | Flieder, Pflanzengattung                                                                                     | 9. Juli 1915        | Die Eingemeindung von Bredeney zur Stadt Essen machte einige Umbenennungen nötig. Bei einigen Straßen wurden dabei Namen in Bezug auf Blumen und Blüten gewählt, ohne dabei eine Straßennamengruppe zu bilden. Die Straße Fliederbusch befindet sich zudem auf dem Gelände der ehemaligen Bredeneyer Gartenstadt-Gesellschaft, auf dem eine landhausähnliche Bebauung vorgesehen war. Die Straße Fliederbusch, die zuvor Schlägelgasse hieß, verbindet die Straßen Kiefernhalde und Weidenbruch. |                                             |
| Frankenstraße             | 1340 (im Stadtteil)                    | Stammesgrenze zwischen Franken und Sachsen                                                                   | 16. Sep. 1910       | Die Bauerschaft Rüttenscheid wurde durch die Essener Zehntgrenze, die marca Francorum et Saxonum, die Stammesgrenze der Franken und Sachsen von den Honnschaften Bredeney, Haarzopf und Fulerum geschieden. So führte die Straße nach Westen ins ehemalige Frankenland und stellte erstmals eine solche Verbindung her. Ein genauer Grenzverlauf ist nicht belegt. Nachdem die Straße 1910 in ihrem östlichen Verlauf in Rellinghausen und Stadtwald ihren Namen erhielt, wurde sie in ihrem westlichen Teil in Bredeney bis 1915 Rellinghauser Straße genannt. 1969 wurde ein kurzes Stück der Frankestraße zwischen Bredeneyer- und Alfredstraße zum Bredeneyer Kreuz umbenannt. Die Frankenstraße führt von der Bredeneyer Straße in östlicher Richtung weiter in die Stadtteile Stadtwald und Rellinghausen. Sie ist Teil der Landesstraße L441. | Frankenstraße, St.-Markus-Kirche            |
| Freiherr-vom-Stein-Straße | 3400 (im Stadtteil)                    | Reichsfreiherr Heinrich Friedrich Karl vom und zum Stein, Staatsmann, Reformer                               | 8. Mai 1933         | Die Freiherr-vom-Stein-Straße, die zuvor Löwentaler Weg und ab 1927 Im Ruhrtal hieß, führt von Heisingen kommend am Schloss Baldeney vorbei und verläuft in westlicher Richtung weiter am Nordufer des Baldeneysees entlang und mündet auf die Bredeneyer Straße, die hier Teil der Bundesstraße 224 ist. | Freiherr-vom-Stein-Straße, Schloss Baldeney |
| Frühlingstraße            | 520                                    | Frühling in Bezug zur Botanik                                                                                | 9. Juli 1915        | Die Eingemeindung von Bredeney zur Stadt Essen machte einige Umbenennungen nötig. Bei einigen Straßen wurden dabei Namen in Bezug auf Blumen und Blüten gewählt, ohne dabei eine Straßennamengruppe zu bilden. Hierzu zählt auch die Frühlingstraße. Die Frühlingstraße, die zuvor Mittelstraße hieß, führt von der Brachtsstraße in nördlicher Richtung zum Anemonenweg und endet seit dem Bau der Bundesautobahn 52 in den 1960er Jahren vor dieser als Sackgasse. Vorher gab es bis 1927 eine Verbindung bis zur Norbertstraße in Rüttenscheid sowie in östlicher Richtung auf den Tulpenweg. |                                             |
| Fuchsgang                 | 260                                    | Erfundener Straßenname                                                                                       | 9. Jan. 1909        | Der Straßenname wurde in Anlehnung an den nahen Voßbusch erfunden. Die Straße Fuchsgang verbindet Die Straße Talbogen mit der Grashofstraße. |                                             |
| Georg-Baur-Ring           | 190                                    | Georg Baur, Bauingenieur, Industriemanager                                                                   | 15. Jan. 1936       | Der Georg-Baur-Ring verbindet die Benzstraße in einem nördlichen Bogen mit der Ruschen Straße. |                                             |
| Gillhausenstraße          | 200                                    | Karl Heinrich Gisbert Gillhausen, Bauingenieur, Industriemanager                                             | 24. Juli 1929       | Die Gillhausenstraße verbindet die Ruschenstraße mit der Zeunerstraße. |                                             |
| Graf-Bernadotte-Straße    | 780                                    | Folke Bernadotte Graf von Wisborg, schwedischer Offizier und Philanthrop                                     | 20. März 1949       | Graf Folke Bernadotte war der Organisator des Hilfswerkes in Deutschland, das auch in Essen den Kindern in der Nachkriegszeit durch die Schwedenspeisung half. In den Essener Mitteilunge vom 9. April 1949 steht: Die schwedische Delegation, die während der letzten Jahre insgesamt viermal in Essen Millionen von Essensportionen an unsere Kinder verteilt hat und rund 150.000 Kleidungsstücke, verlässt in einigen Tagen endgültig die Stadt Essen. Der Hauptausschuss der Stadtvertretung hat am 3. März beschlossen, als äußeres Zeichen der Dankbarkeit der Bevölkerung der Stadt Essen zur Erinnerung an die großherzige Hilfe des schwedischen Volkes eine Straße nach dem Organisator des gesamten Hilfswerkes in Deutschland, dem verstorbenen Grafen Bernadotte zu benennen. – Die Tirpitzstraße wurde ausgewählt und in Graf-Bernadotte-Straße umbenannt, da sämtliche Delegationen des Schwedischen Roten Kreuzes während ihres Aufenthaltes hier sesshaft waren. Die Graf-Bernadotte-Straße, die zuvor die Namen Wusthoffstraße und Tirpitzstraße trug, führt von der Frankenstraße in südlicher Richtung und führt in einem westlichen Bogen auf die Bredeneyer Straße.                                                                                 |                                             |
| Graf-Spee-Straße          | 460                                    | Maximilian Reichsgraf von Spee, Marineoffizier                                                               | 9. Juli 1915        | Die Graf-Spee-Straße führt von der Frankenstraße in nördlicher Richtung zum Platz Am Brunnen und knickt dann nach Osten auf die Wiedfeldtstraße ab. Erstgenannter Abschnitt zum Platz Am Brunnen war zuvor die Schulstraße, zweitgenannter der Brunnenweg. | Graf-Spee-Straße                            |
| Grashofstraße             | 1790                                   | Franz Grashof, Maschinenbau-Ingenieur und Hochschullehrer                                                    | 9. Juni 1928        | Anlässlich der 67. Hauptversammlung des Vereins Deutscher Ingenieure am 9. Juni 1928 in Essen erfolgte die Namensgebung. Bei dieser Gelegenheit teilte Oberbürgermeister Franz Bracht der Versammlung mit, dass er dem Ingenieurberuf eine besondere Anerkennung zuteilwerden lassen wolle. In Bredeney sei ein Bezirk gebildet worden, in dem hervorragende Männer ihres Fachs in Zukunft durch Straßenbenennung geehrt werden sollen. Die Grashofstraße zweigt nördlich der Meisenburgstraße ab und führt nach einem Bogen wieder auf diese zurück. | Grashofstraße, Grashofschule                |
| Haraldstraße              | 1100                                   | Harald von Bohlen und Halbach, Industrieller und jüngerer Bruder von Alfried Krupp von Bohlen und Halbach    | 1. Dez. 1927        | Die Haraldtstraße verbindet die Krupp-Siedlung Brandenbusch, die für Bedienstete der benachbarten Villa Hügel, des ehemaligen Wohnsitzes der Familie Krupp, angelegt wurde, mit der Villa Hügel. | Haraldstraße                                |
| Hatzper Straße            | 320 (im Stadtteil)                     | Lagebezeichnung, Ableitung vom Namen des Stadtteils Haarzopf                                                 | um 1967             | Hatzper ist eine alte Form von Hartzappe/Haarzopf. Dabei heißt Appe (eigentlich Apa) „fließendes Gewässer“. Von einigen Sprachwissenschaftlern wird Hartz als „Hirsch“ oder „Wald“ interpretiert. Demnach könnte man Hartzappe als Waldbach oder Hirschbach übersetzen, und es wird vermutet, dass Hirschbach der Bach hieß, der heute durch Haarzopf fließt und Steinbach heißt. Nach dem Bau der Bundesautobahn 52 im Jahr 1967 erhielt sie in Bredeney und Schuir ihren heutigen Verlauf. Zuvor war der heutige Hatzper Bogen in Schuir der ursprüngliche Verlauf der Hatzper Straße. Die Hatzper Straße kommt aus dem Nachbarstadtteil Haarzopf und bildet zwischen der Theodor-Althoff- und der Meisenburgstraße, in die sie einmündet, die Stadtteilgrenze zwischen Bredeney und Schuir. Sie ist in diesem Abschnitt Teil der Landesstraße L441. |                                             |
| Heidmannsbusch            | 140                                    | Hiedmannsbusch, Flurname                                                                                     | 9. Apr. 1956        | In der Mutterrolle von 1826 wird erwähnt, dass das Hospital zum Heiligen Geist, einst am Kopstadtplatz gelegen, fünf Morgen Ackerland im Heidmannsbusch besitzt. Heinrich Heidmann war laut dieser Mutterrolle Pächter der Domäne, und so geht der Name auf den Kotten Heidmann zurück, der mit einer Größe von etwa 16 Morgen später auf Heinrich Wilhelm Köpper überging. Die Straße Heidmannsbusch verbindet die Straßen Am Kohlenkämpchen und Küppersheide miteinander. |                                             |
| Heierbusch                | 900                                    | Heierbusch, Lagebezeichnung                                                                                  | 15. Feb. 1916       | 1807 kommt der Name Heierbusch in einem Pachtvertrag des Hospitals zum Heiligen Geist, einst am Kopstadtplatz gelegen, vor. Sonstige Überlieferungen in Katasterkarten oder -büchern sind nicht bekannt. Eventuell ist der Heidmannsbusch gemeint. Die Straße Heierbusch, die ursprünglich Krummer Weg hieß, zweigt nördlich der Meisenburgstraße ab und führt nach einem nördlichen Bogen wieder auf diese zurück. | Heierbusch, Ev. Kirche                      |
| Heisinger Straße          | 210 (im Stadtteil)                     | ehemalige Gemeinde Heisingen                                                                                 | 27. Feb. 1928       | Die in Stadtwald und Bredeney 1928 neu angelegte Heisinger Straße führt vom Nachbarstadtteil Heisingen in nordwestlicher Richtung zum Stadtwaldplatz in Stadtwald. Zu Bredeney gehört nur der südliche Abzweig der Heisinger Straße, der zum Jagdhaus Schellenberg führt. |                                             |
| Helmertweg                | 250 (alle Straßenabschnitte zusammen)  | Friedrich Robert Helmert, Geodät, Mathematiker                                                               | 13. Juni 1966       | Die Benennung erfolgte anlässlich des 51. Deutschen Geodäthentags in Essen im September 1966. Der Helmertweg ist eine östliche Stichstraße der Straße Zeißbogen. |                                             |
| Hohe Buchen               | 420                                    | Buche, Laubbaum                                                                                              | 8. März 1922        | In der Benennungsbegründung von 1922 heißt es, dass 1823 auf diesem Gelände noch hohe Buchen standen, die zum Wald an der Kruppallee gehörten und später zur Gewinnung von Ackerland gefällt wurden. Heute gibt es hier Wohnbebauung. Die Straße Hohe Buchen, deren südlicher Abschnitt bis zum 3. Dezember 1925 zum Markuspfad gehörte, verbindet die Bredeneyer Straße in südlicher Richtung mit der Frankenstraße. | Hohe Buchen 12                              |
| Holunderweg               | 740                                    | Holunder, Pflanzengattung                                                                                    | 9. Juli 1915        | Die Eingemeindung von Bredeney zur Stadt Essen machte einige Umbenennungen nötig. Bei einigen Straßen wurden dabei Namen in Bezug auf Blumen und Blüten gewählt, ohne dabei eine Straßennamengruppe zu bilden. Der Holunderweg, der zuvor Kruppstraße hieß, zweigt westlich der Bredeneyer Straße und trifft in einem Bogen von Westen auf die Brachtstraße. |                                             |
| Hügel                     | 1200 (alle Straßenabschnitte zusammen) | Hügel, Standort der Villa Hügel                                                                              | 6. Juli 1907        | Mit Hügel wird ein Nummerierungsbezirk am südlichen Ende der Haraldstraße bezeichnet, der die Häuser um die auf dem Hügel erbaute Villa Hügel erschließt. Es besteht zudem eine Verbindung zur südlich gelegenen Freiherr-vom-Stein-Straße. Die Villa wurde als Wohnhaus der Industriellenfamilie Krupp ab 1870 errichtet. Den Namen Hügel ersann Alfred Krupp. | Hügel                                       |
| Hügelweg                  | 1090 (ohne Stichstraßen)               | Ehemaliger Hauptzugangsweg zur Villa Hügel                                                                   | 15. Juli 1954       | Der Hügelweg galt einst als Hauptzugangsweg zur Villa Hügel, dem ab 1870 errichteten Wohn- und Repräsentationshaus der Industriellenfamilie Krupp. Alfred Krupp nutze ihn, um zu Pferd weiter über den Feldweg, der später nach ihm benannten Alfredstraße, zu seiner Krupp Gussstahlfabrik im Westen von Essen zu gelangen. |                                             |
| Hunsrückstraße            | 630                                    | Hunsrück, Mittelgebirge in Rheinland-Pfalz                                                                   | 13. Dez. 1961       | Auf Anregung des ehemaligen Westerwaldvereins, Ortsgruppe Essen, wurden bei der Erschließung des Geländes am Brucker Holt, im Anschluss an die Westerwaldstraße, weitere Straßen nach deutschen Mittelgebirgen benannt. Die Hunsrückstraße verbindet die beiden Straßen Brucker Holt und Meckenstocker Höfe in einem südwestlichen Bogen. |                                             |
| Im Heidkamp               | 85                                     | Heidkamp, künstlich gebildeter Flurname                                                                      | 23. Feb. 1956       | Im Heidkamp ist eine westliche Stichstraße der Straße Zeißbogen. |                                             |
| Kanonenberg               | 370 (im Stadtteil)                     | Canonenbergs Kathe                                                                                           | 6. Aug. 1907        | Am 14. Oktober 1775 erhielten die Eheleute Herman auf dem Kamp und Anna Maria Flackers einen Pachtbrief der Abtei Werden, mit dem sie den etwa drei Morgen großen sogenannten Kettelberg oder Dückesland in Leibgewinn erhalten und dazu die Berechtigung, darauf eine Kathe zu errichten. Diesem von ihnen errichtete Haus geben sie den Namen Canonenbergs Kathe, auch nennen sie sich selbst Canonenberg. 1816 erhielten deren Sohn Wilhelm Canonenberg und seine Ehefrau Maria Böhners die Kathe vom Domänenfiskus in Erbpacht. In der Mutterrolle von 1826 wird Wilhelm Kanonenberg aus Bredeney als Eigentümer des sechs Morgen großen Kottens genannt. Das dazugehörige Land hieß Kanonenbergsfeld. Die Straße Kanonenberg zweigt westlich des Wilhelm-Bernsau-Wegs ab, bildet bis zum Abzweig der Straße Am Heissiwald die Grenze zu Werden und verläuft dort weiter nach Südwesten. |                                             |
| Kiefernhalde              | 470                                    | Berghalde mit Kiefernwald                                                                                    | 9. Juli 1915        | Nahe der Straße befand sich einst eine Berghalde mit angrenzendem Kiefernwäldchen. Die Straße Kiefernhalde, die zuvor Glückaufstraße hieß, stellt eine kurze Verbindung im Bogen des Holunderwegs dar und führt dann weiter nach Norden auf die Straße Weidenbruch. |                                             |
| Kirchmannshof             | 150                                    | Kirchmann, Hofname                                                                                           | 15. Juli 1954       | Die Quellen reichen bis ins 15. Jahrhundert zurück. Laut Register des Rentmeisters Gortfrid Carthuis hatte um 1490 Johan Wobelen schulte to Bredeney de bono dicto Kerckengudt Abgaben zu entrichten. Aus tor Kerken wurde ter Kerken oder ter Kirken. Der Hof war ein abteilich-werdensches Behandigungsgut, das in keinen Sadelhof gehörte. Letztes Gewinn und Kurmud wurden am 22. April 1733 für Anna Catharina Kirchmann gezahlt. Bei Ablösung der fiskalischen Lasten 1836 war der Hof etwa 254 Morgen groß. In der Mutterrolle von 1826 wird Heinrich Kirchmann als Eigentümer des Hofs genannt. 1887 ging er auf die Eheleute Franz Ostrop über. Der Ökonom Johann Kirchmann starb 1874 und schenkte dem katholischen Kirchenvorstand in Werden 10.000 Taler in bar und Ländereien im Wert von 2900 Talern zum Bau einer Kirche in Bredeney. Die Straße Kirchmannshof verbindet die Kruppallee mit dem Hügelweg. |                                             |
| Kirchmannstraße           | 380                                    | Kirchmann, Hofname                                                                                           | 6. Aug. 1907        | Siehe Kirchmannshof. Die Kirchmannstraße verbinder die Wiedfeldtstraße in westlicher Richtung mit der Straße Am Wiesental. |                                             |
| Klausstraße               | 150                                    | Claus von Bohlen und Halbach, Kind der Industriellenfamilie Krupp von Bohlen und Halbach.                    | 1. Dez. 1927        | Die Eckbertstraße liegt in der Krupp-Siedlung Brandenbusch, die für Bedienstete der benachbarten Villa Hügel, des ehemaligen Wohnsitzes der Familie Krupp, angelegt wurde. | Klausstraße                                 |
| Krügerblick               | 60                                     | Ferdinand Adolf Krüger, Sanitätsrat, Mundartdichter                                                          | 5. Juni 1934        | Ferdinand Adolf Krüger wurde am 27. Oktober 1843 in Beckum als Sohn eines Gerichtssekretärs geboren. Er studierte Naturwissenschaften, Mathematik, Literatur und Medizin. Er war von 1868 bis 1910 Knappschafts- und Chefarzt des St. Josefs-Hospitals in Bochum. Zudem verfasste er zahlreiche Gedichte, Erzählungen und Romane in münsterländischer Mundart. Er verbrachte seinen Lebensabend in Bredeney und starb am 8. Februar 1915 in Essen (nicht Bredeney). Die Straße Krügerblick verbindet den Walter-Sachsse-Weg in südlicher Verlängerung mit der Bredeneyer Straße. |                                             |
| Krügerpfad                | 400                                    | Ferdinand Adolf Krüger, Sanitätsrat, Mundartdichter                                                          | 5. Juni 1934        | Siehe Krügerblick Der Krügerpfad zweigt westlich vom südlichen Teil des Walter-Sachsse-Wegs ab und führt in nördlicher Richtung in den Heissiwald, der bis 1933 Plattenwald hieß. |                                             |
| Kruppallee                | 940                                    | Krupp (Familie)                                                                                              | 31. März 1955       | Die Benennung erfolgt nach der seit 1587 in Essen nachweisbaren Familie Krupp, die zunächst Handel betrieb, später über mehrere Generationen Ratsherren und Bürgermeister stellte und schließlich mit der Gründung der Krupp Gussstahlfabrik ein später weltweit agierendes Industrieunternehmen aufbaute. Die Kruppallee verbindet den Hügelweg in nördlicher Richtung, die Frankenstraße querend, mit der Bredeneyer Straße. |                                             |
| Küppersheide              | 220                                    | Familienname, Küppers auf der Heide                                                                          | 18. Okt. 1954       | Die Straße Küppersheide wurde nach der alteingesessenen Bredeneyer Familie Küppers auf der Heide benannt und verbindet die Straßen Heierbusch und Am Kohlenkämpchen. |                                             |
| Lerchenstraße             | 1400 (im Stadtteil)                    | Lerche, Vogelart                                                                                             | 16. Sep. 1910       | Lerchenstraße hieß zuvor Hügelstraße und wurde zur Zeit des Nationalsozialismus in General-Ludendorff-Straße umbenannt. Die Lerchenstraße zweigt nördlich der Freiherr-vom-Stein-Straße ab und führt in nordöstlicher Richtung zum Stadtwaldplatz im Stadtteil Stadtwald. |                                             |
| Lilienstraße              | 380                                    | Lilie, Pflanzengattung                                                                                       | 9. Juli 1915        | Die Lilienstraße, die zuvor Alleestraße hieß und während der Zeit des Nationalsozialismus in Hugenbergstraße umbenannt wurde, verbindet die Straße Kiefernhalde mit der Alfredstraße. |                                             |
| Malvenhang                | 110                                    | Malve, Pflanzengattung                                                                                       | 5. Mai 1936         | Die Eingemeindung von Bredeney zur Stadt Essen machte einige Umbenennungen nötig. Bei einigen Straßen wurden dabei Namen in Bezug auf Blumen und Blüten gewählt, ohne dabei eine Straßennamengruppe zu bilden. In Anlehnung daran erhielt der Malvenweg seinen Namen. Die Straße Malvenhang verbindet in einem westlichen Bogen den Tulpen- mit dem Narzissenweg. |                                             |
| Markuspfad                | 180                                    | Markusfeld, Flurname                                                                                         | 8. März 1922        | Die Benennung erfolgte nach dem alten Flurnamen Markusfeld, der vermutlich auf die alte Markuskapelle zurückgeht. Der Abt Gerold von Werden ließ 1036 eine Kapelle zu Ehren des hl. Markus errichten. In einem Register des Stifts Werden aus der Zeit von 1474 bis 1477 zu Pacht- und Rentengütern sind Einnahmen verzeichnet „van den gude toe Bredenneyg prope Westenhove: det Marckfeld“. Neben dieser Form finden sich noch die Schreibweisen Markesfeld und Markusfeld. Der Markuspfad verbindet die Straße Hohe Buchen mit der Bredeneyer Straße. Bis zum 3. Dezember 1925 führt er weiter über den südlichen Abschnitt der Straße Hohe Buchen auf die Frankenstraße. | Markuspfad                                  |
| Maybachstraße             | 320                                    | Wilhelm Maybach, Konstrukteur, Automobilpionier                                                              | 31. Mai 1930        | Die Maybachstraße verbindet den Walter-Sachsse-Weg mit der Straße Zweihonnschaftenwald. Diese hieß zuvor Am Zweihonnschaftenwald und war östlicher Teil der heutigen Maybachstraße. |                                             |
| Meckenstocker Höfe        | 350                                    | Meckenstock, Höfegruppe                                                                                      | 13. Dez. 1961       | Bereits Mitte des 13. Jahrhunderts ist in einem Heberegister der Probstei Werden ein mansus in Meckenstocke an den Frohnhof in Rhade (Raadt) abgabepflichtig. Im zum Stift Essen gehörigen Kettenbuch von 1332 wird ein in den Oberhof Borbeck gehörender mansus ten Meckenstocke prope Bredeneye erwähnt. Es treten unter anderem auch die Schreibweisen Makkinstokkon, Makkingstokke oder Meckestocke auf. Anfang des 19. Jahrhunderts bestand die Höfegruppe aus folgenden drei Höfen: dem Meckenstockshof (urspr. Heisingsgut, auch Schimmelroggengut), dem Thielen- oder Schevemannsgut (genannt Ruschengut) und dem Lotschengut. Alle waren in den werdenschen Sadelhof Rhade gehörig. Die ersten beiden wurden später zusammengefasst und unter dem Namen Ruschenhof bekannt. Die Straße Meckenstocker Höfe, der zuvor Teil des Meckenstocker Wegs war, verbindet die Straßen Taunusbogen und Brucker Holt. |                                             |
| Meckenstocker Weg         | 360                                    | Meckenstock, Weg zur Höfegruppe                                                                              | 10. Mai 1914        | Bis zum 15. Juli 1954 führte Meckenstocker Weg von der Bredeneyer Straße in westlicher Richtung weiter über die heutige Straße Reckmannshof, und zuvor, bis zum 14. Januar 1935, über die dann so benannte Westerwaldstraße bis zur Meisenburgstraße. Heute führt der verkürzte Meckenstocker Weg von der Bredeneyer Straße in westlicher Richtung in einem Bogen auf den Wolfsbachweg. |                                             |
| Meisenburgstraße          | 1350 (im Stadtteil)                    | Meisenburg, Flur- und Familienname                                                                           | 9. Juli 1915        | 1825 verpachtete die Domänenverwaltung ein Ackerstück an den Wirt Wilhelm Meisenburg in Schuir. Aus den Nachbarstadtteilen Kettwig und Schuir kommend verläuft die Meisenburgstraße, die zuvor Kettwiger Straße hieß, ab dem Abzweig des Aseywegs in Bredeney in östlicher Richtung bis zur Alfredstraße. Sie ist Teil der Landesstraße L441. |                                             |
| Narzissenweg              | 95                                     | Narzisse, Pflanzengattung                                                                                    | 5. Aug. 1936        | Die Eingemeindung von Bredeney zur Stadt Essen machte einige Umbenennungen nötig. Bei einigen Straßen wurden dabei Namen in Bezug auf Blumen und Blüten gewählt, ohne dabei eine Straßennamengruppe zu bilden. In Anlehnung daran erhielt der Narzissenweg seinen Namen. Der Narzissenweg verbindet die Straße Malvenhang mit dem Tulpenweg. |                                             |
| Nelkengarten              | 85                                     | Nelke, Pflanzengattung                                                                                       | 9. Juli 1915        | Die Eingemeindung von Bredeney zur Stadt Essen machte einige Umbenennungen nötig. Bei einigen Straßen wurden dabei Namen in Bezug auf Blumen und Blüten gewählt, ohne dabei eine Straßennamengruppe zu bilden. Die Straße Nelkengarten, die zuvor Grenzstraße hieß, verbindet den Tulpenweg mit der Einigkeitstraße und bildet auf ganzer Länge die Grenze zum Nachbarstadtteil Rüttenscheid. |                                             |
| Norbertstraße             | 1900 (im Stadtteil)                    | Norbert, männlicher Vorname                                                                                  | 25. Mai 1906        | Die Benennung nach einem männlichen Vornamen erfolgte durch einen Rüttenscheider Beschluss von 1895. Die Norbertstraße, die zuvor Nikolausstraße und kurzzeitig Nicodemusstraße hieß, war ursprünglich Teil eines alten Handelsweges von Essen über Rüttenscheid nach Kettwig. Die Norbertstraße verläuft in Bredeney aus Rüttenscheid kommen nördlich und südlich parallel der Bundesautobahn 52 und fungiert dabei in beide Richtungen als deren Zubringer. Sie führt dabei von der Hatzper Straße bis zur Theodor-Althoff-Straße als Grenze zu Schuir, und weiter bis zur Straße Nelkengarten. In letztgenanntem Abschnitt bildet sie grob die Grenze zur Margarethenhöhe und zu Rüttenscheid. |                                             |
| Ostropweg                 | 190                                    | Franz Ostrop, Landwirt und Politiker                                                                         | 27. Mai 1986        | Franz Ostrop wurde 1847 in Olfen geboren. Von den Gebrüdern Kirchmann erwarb der Landwirt den Bredeneyer Kirchmannshof. Er war von 1902 bis zur Eingemeindung zur Stadt Essen 1915 zweiter Beigeordneter der Bürgermeisterei Bredeney. Bis zu seinem Tode im Jahr 1926 in Essen übte er das Amt des Armenbezirksvorstehers aus. Der Ostropweg verbindet in einem südöstlichen Winkel die Straße Am Wiesental mit der Kirchmannstraße. |                                             |
| Prinz-Adolf-Straße        | 170                                    | Adolf zu Schaumburg-Lippe, preußischer General                                                               | 1. Juli 1915        | Prinz Adolf zu Schaumburg-Lippe war auch Protektor des Niederrheinischen Vereins für Luftschifffahrt. Ursprünglich hatte man vor, eine Straßennamengruppe der Luftschiffer und Ballonfahrer zur bilden. Man begann mit Prinz Adolf zu Schaumburg-Lippe, gab das Vorhaben jedoch auf, da man das Ende des Ersten Weltkriegs abwarten wollte, um verdiente Ballonfahrer und Luftschiffer zu ehren. In den 1920er Jahren wurde eine solche Straßennamengruppe um die Bamlerstraße in Altenessen-Süd gebildet. Die Prinz-Adolf-Straße, die zuvor Friedrichsallee hieß, verbindet die Straße Stocksiepen, die Alfredstraße querend, mit der Bredeneyer Straße. |                                             |
| Quellenblick              | 80                                     | Lage nahe der Wolfsbachquelle                                                                                | 3. März 1953        | Die Straße Quellenblick ist eine westliche Stichstraße der Straße Zeißbogen. |                                             |
| Rausenbergerstraße        | 120                                    | Fritz Rausenberger, Waffentechniker bei der Friedrich Krupp AG                                               | 6. Juli 1929        | Die Rausenbergerstraße ist eine westliche Stichstraße der Ruschenstraße. |                                             |
| Rebenlaube                | 140                                    | Rebe, Pflanzengattung                                                                                        | 9. Juli 1915        | Die Eingemeindung von Bredeney zur Stadt Essen machte einige Umbenennungen nötig. Bei einigen Straßen wurden dabei Namen in Bezug auf Blumen und Blüten gewählt, ohne dabei eine Straßennamengruppe zu bilden. Die Straße Rebenlaube, die zuvor Haeselerstraße hieß, verbindet den Tulpenweg mit der Einigkeitstraße. |                                             |
| Reckmannshof              | 490                                    | Reckmann, Hofname                                                                                            | 15. Juli 1954       | Heinrich Reckmann kaufte am 30. Dezember 1822 den alten Lotschenhof an, so dass zu dieser Zeit der Name Reckmannshof entstand. In der Mutterrolle von 1866 ist Johann Reckmann genannt Lotschen zu Bredeney als Eigentümer erwähnt. Im Jahr 1900 ist es die Witwe Gertrud Reckmann geb. Ruthmann. Ihr folgte 1904 der Landwirt Max Derendorf. 1909 erwarben der Kaufmann Max Derendorf und zwei Miteigentümer den Hof. Als Pächter der Stadt Essen kamen 1953 die Wortbergs auf den Hof. Sie bewirtschafteten ihn bis 1965. Die Straße Reckmannshof, die zuvor Teil des Meckenstocker Wegs war, führt von diesem in westlicher Richtung, die Westerwaldstraße und die Straße Taunusbogen teilend, und trifft weiter westlich wieder auf die Straße Taunusbogen. | Reckmannshof                                |
| Redtenbacherstraße        | 190                                    | Ferdinand Redtenbacher, Professor für Maschinenbau                                                           | 10. Jan. 1929       | Die Redtenbacherstraße verbindet die Zeunerstraße mit der Ruschenstraße. |                                             |
| Rüttelskamp               | 560                                    | Rüttelskamp, Flurname                                                                                        | 6. Aug. 1907        | Ende des 14. Jahrhunderts ist im Heberegister des Speicheramts Werden Runtel opper Wolfsbeke verzeichnet. Die Schreibweise wurde später in ager den Ruttels Kamp berichtigt. In der Mutterrolle von 1866 ist die Schreibweise Rüttelskamp zu finden, aber es tritt auch der Rüttelsberg auf. Die Straße Rüttelskamp ist eine westliche Stichstraße des Wegs zur Platte. |                                             |
| Ruschenstraße             | 430                                    | Friedrich Ruschen, Landwirt, Beigeordneter                                                                   | 16. Jan. 1913       | Friedrich Ruschen wurde am 15. März 1858 in Bredeney geboren. Der Landwirt mit abgeschlossener Schul- und Berufsausbildung und Sohn eines Bauern war von 1888 bis 1902 und noch einmal von 1910 bis zur Eingemeindung zur Stadt Essen 1915 Gemeindevorsteher von Bredeney, das bis 1903 Zweihonnschaften hieß. Ruschen war zudem von 1890 bis 1915 unbesoldeter Beigeordneter der Bürgermeisterei Bredeney. Am 16. März 1924 starb er in Bredeney und wurde auf dem Friedhof Werden I beigesetzt. Anlässlich seiner 25-jährigen Tätigkeit im öffentlichen Dienst erhielt die Straße ihren Namen. Sein Sohn Otto Ruschen wurde ein bekannter Essener Strafverteidiger. Die Ruschenstraße verbindet die Meisenburgstraße mit dem Walter-Sachsse-Weg. | Ruschenstraße                               |
| Seippelweg                | 140                                    | Hermann Seippel, Unternehmer, Beigeordneter                                                                  | 8. Sep. 1959        | Der Seippelweg ist eine südliche Stichstraße des Alfred-Pott-Wegs. |                                             |
| Steinberg                 | 80                                     | Steinberg, Flurname                                                                                          | 4. Juli 1951        | In der Mutterrolle von 1826 wird Heinrich Reckmann genannt Lotschen als Besitzer von Land am Steinberg erwähnt. Die Straße Steinberg ist eine östliche Stichstraße der Westerwaldstraße. |                                             |
| Stocksiepen               | 270                                    | Stocksiepen, Flurname                                                                                        | 9. Juli 1915        | In der Mutterrolle von 1866 wird Im Stocksiepen genannt. Am Ostrand der Straße liegt ein Tal, das seit jeher den Namen Stocksiepen trägt. Die Bedeutung von „Stock“ ist nicht geklärt, wobei Siepen für ein schmales, feuchtes Tal steht. Die Straße Stocksiepen, die zuvor Stocksiepenstraße hieß, verbindet die Brachtstraße mit der Prinz-Adolf-Straße. |                                             |
| Talbogen                  | 210                                    | Lage am Mühlenbachtal                                                                                        | 9. Juli 1915        | Die Straße führt in einem Bogen durch das obere Mühlenbachtal und wurde deshalb Talbogen genannt. Die Straße Talbogen, die zuvor Langenbachstraße hieß, zweigt nördlich des Holunderwegs ab und führt in einem südwestlichen Bogen auf die Straße Fuchsgang. |                                             |
| Taunusbogen               | 450                                    | Taunus, Mittelgebirge in Rheinland-Pfalz                                                                     | 3. Juli 1956        | Auf Anregung des ehemaligen Westerwaldvereins, Ortsgruppe Essen, wurden bei der Erschließung des Geländes am Brucker Holt, im Anschluss an die Westerwaldstraße, weitere Straßen nach deutschen Mittelgebirgen benannt. Die Straße Taunusbogen verbindet in einem südlichen Bogen die Straße Meckenbecker Höfe mit der Westerwaldstraße. |                                             |
| Theodor-Althoff-Straße    | 690                                    | Theodor Althoff, Kaufmann und Warenhaus-Unternehmer                                                          | 29. Nov. 1967       | Das Warenhaus-Unternehmen von Theodor Althoff fusionierte 1920 mit der Kaufhaus-Kette Karstadt, deren Firmensitz in Schuir die Theodor-Althoff-Straße heute umschließt. Die Theodor-Althoff-Straße, die zuvor Teil der Straße Beckmannsbusch war, die davor Adelskamp hieß, führt von der Bundesautobahn 52 in südlicher Richtung und knickt dann nach Westen auf die Hatzper Straße ab. Dabei bildet sie im gesamten Verlauf die Grenze zum Nachbarstadtteil Schuir. |                                             |
| Trappenbergstraße         | 130 (im Stadtteil)                     | Trappenberg, Flurname                                                                                        | 4. Feb. 1903        | Die Trappenbergstraße zweigt in Stadtwald südwestlich der Heisinger Straße ab, geht in Bredeney in die Straße Drosselanger über und bildet in diesem Bereich die Stadtteilgrenze. |                                             |
| Tulpenweg                 | 230                                    | Tulpe, Pflanzengattung                                                                                       | 9. Juli 1915        | Der Tulpenweg, der zuvor Zeppelinstraße hieß, verbindet die Straßen Malvenhang und Nelkengarten und bildet dabei teilweise die Grenze zu Rüttenscheid. |                                             |
| Voßbusch                  | 470 (ohne Stichstraßen)                | Voßbusch, Flurname                                                                                           | 9. Juli 1915        | In der Mutterrolle von 1826 wird Heinrich Untervosbeck aus Bredeney als Besitzer von fünf Morgen mit Haus, Hof und Garten im Voßbusch genannt. Die Straße Voßbusch, die ursprünglich Voßbuschstraße hieß, verbindet die Grashofstraße mit der Meisenburgstraße. |                                             |
| Wacholder Hecken          | 150                                    | alte Flurbezeichnung                                                                                         | 14. Nov. 2000       | In der Urkatasterkarte von 1821/22 sind die Bezeichnungen Wacholderkothen, An der Wacholder und Wachholder zu finden. Die Straße Wacholder Hecken ist eine westliche Stichstraße des Wegs zur Platte. |                                             |
| Waldeck                   | 230                                    | Ecke im Stadtwald                                                                                            | 6. Aug. 1907        | Die Straße Waldeck verbindet in einem nordwestlichen Winkel (Ecke) die Frankenstraße mit der Wiedfeldtstraße. |                                             |
| Waldfrieden               | 170                                    | Lage am ehemaligen Gemeindewald                                                                              | 13. Sep. 1922       | Die Straße Waldfrieden verbindet den Walter-Sachsse-Weg mit der Straße Zweihonnschaftenwald. |                                             |
| Waldtrautstraße           | 45                                     | Waldtraut von Bohlen und Halbach, jüngere Schwester des Industriellen Alfried Krupp von Bohlen und Halbach   | 1. Dez. 1927        | Die Waldtrautstraße liegt in der Krupp-Siedlung Brandenbusch, die für Bedienstete der benachbarten Villa Hügel, des ehemaligen Wohnsitzes der Familie Krupp, angelegt wurde. | Waldtrautstraße                             |
| Walter-Sachsse-Weg        | 970                                    | Walter Sachsse, Bredeneyer Bürgermeister                                                                     | 6. Juli 1929        | Walter Heinrich Maria Sachsse (*6. Oktober 1882 in Hamm, †12. März 1919 in Essen) war als Nachfolger von Georg Gustav Eduard Vorberg vom 23. Juni 1910 bis zum 1. April 1915 Bürgermeister der Bürgermeisterei Bredeney. Nach der Eingemeindung war er Beigeordneter der Stadt Essen. Der Walter-Sachsse-Weg, der zuvor Teil der Ruhrsteinstraße, der späteren Straße Am Ruhrstein war, führt von der Bredeneyer Straße in westlicher Richtung auf die Straße Zweihonnschaftenwald und weiter durch den Heissiwald, der bis 1933 Plattenwald hieß, nach Süden auf die Bredeneyer Straße zurück. | Walter-Sachsse-Weg, Wasserturm              |
| Weddigenstraße            | 70                                     | Otto Weddigen, Kapitänleutnant, U-Boot-Kommandant                                                            | 21. Okt. 1938       | Die Weddigenstraße, die zuvor Am Rathaus und später Mückestraße hieß, verbindet die Bredeneyer Straße mit der Graf-Bernadotte-Straße. |                                             |
| Weg zur Platte            | 1270                                   | Plattenberg, alter Flurname                                                                                  | 10. Mai 1914        | In einem Register um 1490 des Rentmeisters Gortfrid Carhuis von Werden wird als abgabepflichtig genannt Aleff in der Munthe von dem Levwendail gelegen beneven dem Plattenberghe boven der mollen. Bis 1576 wurde der Plattenberg zur Viehhude an Werdener Bürger verpachtet. Diese misshandelten den Busch derart, dass die Abtei Werden ihn teilweise roden ließ und als Ackerland verpachtete. Der Abt Heinrich Duden erlaubte 1579 den Eheleuten Gerhard und Grietgen von Viehausen wegen ihrer Frömmigkeit und Arnmut am Plattenberg einen Kotten zu errichten; der spätere Kotten Plattenberg. In der Mutterrolle von 1826 wird Johann Klusmann genannt Plattenberg als Pächter des der Domäne gehörenden, 23 Morgen großen Plattenbergkottens genannt. Der Weg zur Platte zweigt in südlicher Richtung vom Wolfsbachweg ab und führt weiter nach Süden durch den Heissiwald, der bis 1933 Plattenwald hieß, bis zu einem Restaurant und Aussichtspunkt ins Ruhrtal. |                                             |
| Weidenbruch               | 260                                    | künstlich gebildeter Flurname                                                                                | 9. Juli 1915        | Die Bruchstraße wurde zur Umbenennung 1915 einfach in Weidenbruch umbenannt, da hier wohl einige Weiden standen. Die Straße Weidenbruch, die zuvor Bruchstraße hieß, verbindet in Nord-Süd-Richtung den Anemonenweg mit der Einigkeitstraße, wobei sie in nördlicher und südlicher Richtung weiterführt und jeweils als Stichstraße endet. |                                             |
| Westernfeld               | 70                                     | Westerfeld, Flurname                                                                                         | 4. Juli 1951        | In der Mutterrolle von 1866 ist der Domänenpächter Christian Grotkamp in Bredeney als Besitzer einer Holzung Westerfeld erwähnt. Die Straße Westernfeld ist eine östliche Stichstraße der Westerwaldstraße. |                                             |
| Westerwaldstraße          | 1100 (ohne Stichstraßen)               | Westerwald, Teil des Rheinischen Schiefergebirges                                                            | 14. Jan. 1935       | Auf Anregung des ehemaligen Westerwaldvereins, Ortsgruppe Essen, wurden bei der Erschließung des Geländes am Brucker Holt nicht nur die Westerwaldstraße, an der im Nordwesten der historische Friedhof Bredeney liegt, sondern im Anschluss weitere Straßen nach deutschen Mittelgebirgen benannt. Die Westerwaldstraße, die zuvor Teil des Meckenstocker Wegs war, verbindet die Straße Reckmannshof in nördlicher Richtung mit der Meisenburgstraße. Der südliche Abschnitt zwischen den Straßen Brucker Holt und Reckmannshof kam am 15. Juli 1954 hinzu. | Westerwaldstraße, Friedhof Bredeney         |
| Wiedfeldtstraße           | 690                                    | Otto Wiedfeldt, Politiker                                                                                    | 6. Juli 1929        | Die Wiedfeldstraße, die zuvor Waldstraße hieß, verbindet die Bredeneyer Straße mit der Frankestraße, wobei sie zwischen der Bredeneyer- und der Heinrich-Held-Straße die Grenze zu Rüttenscheid und weiter bis zur Straße Waldeck die Grenze zu Stadtwald bildet. |                                             |
| Wilhelm-Bernsau-Weg       | 290 (im Stadtteil)                     | Wilhelm Bernsau, Gutsbesitzer, Politiker                                                                     | 3. Juni 1935        | Johann Wilhelm Bernsau wurde am 12. Oktober 1839 als Sohn des Gutsbesitzers Karl Bernsau auf Haus Eigen in Schuir geboren. 1861 übernahm er das Gut Eigen. Nachdem er größere Flächen seines landwirtschaftlichen Besitzes an die Bergisch-Märkische Eisenbahngesellschaft und für die Anlage des Hügelparks abgab, erwarb er den Buitzgenhof mit umliegenden Kotten und forstete die Flächen auf, so dass man Bernsau als Schöpfer des Plattenwaldes bezeichnet, den seit 1933 sogenannten Heissiwald. 50 Jahre lang war Bernsau Mitglied des Gemeinderats Vierhonnschaften (dazu gehörte auch Bredeney) und von 1871 bis 1889 unbesoldeter 1. Beigeordneter der Bürgermeisterei Kettwig-Land (Heisingen, Umstand, Vierhonnschaften). Zudem war er langjähriges Mitglied des Essener Kreistags. Wilhelm Bernsau starb am 17. April 1913 in Bredeney. Er wurde auf dem Friedhof Werden II beigesetzt. Der Wilhelm-Bernsau-Weg, der ursprünglich Steinhäuser Weg hieß, führt vom Weg zur Platte in südlicher Richtung zur Straße Kanonenberg und dann weiter in Werden. |                                             |
| Wolfsbachweg              | 780 (ohne Stichstraßen)                | Wolfsbach, rechter Zufluss der Ruhr                                                                          | 10. Mai 1914        | Der Wolfsbachweg zweigt westlich des Wegs zur Platte ab und verläuft in südlicher Richtung zum nördlichen Ende des Heisasiwalds. |                                             |
| Zeißbogen                 | 940                                    | Carl Zeiß, Unternehmer, Gründer der die Firma Carl Zeiss                                                     | 5. Aug. 1936        | Die Straße Zeißbogen verbindet die Meisenburgstraße in einem südwestlichen Bogen mit der Straße Brucker Holt. |                                             |
| Zeunerstraße              | 500                                    | Gustav Zeuner, Ingenieur, Hochschullehrer                                                                    | 9. Juni 1928        | Anlässlich der 67. Hauptversammlung des Vereins Deutscher Ingenieure am 9. Juni 1928 in Essen erfolgte die Namensgebung. Bei dieser Gelegenheit teilte Oberbürgermeister Franz Bracht der Versammlung mit, dass er dem Ingenieurberuf eine besondere Anerkennung zuteilwerden lassen wolle. In Bredeney sei ein Bezirk gebildet worden, in dem hervorragende Männer ihres Fachs in Zukunft durch Straßenbenennung geehrt werden sollen. Die Zeunerstraße ist das Bindeglied zwischen Alfred- und Bredeneyer Straße als Teil der Bundesstraße 224. | Zeunerstraße                                |
| Zweihonnschaftenwald      | 190                                    | Lage am Bredeneyer Gemeindewald                                                                              | 31. Mai 1930        | Bis zum 19. Februar 1903 war die amtliche Bezeichnung für Bredeney Zweihonnschaften. Die Straße Zweihonnschaftenwald, die zuvor Am Zweihonnschaftenwald hieß, verbindet die Maybachstraße in nördlicher Richtung mit dem Walter-Sachsse-Weg. |                                             |

## Liste ehemaliger Straßennamen
Die Liste ehemaliger Straßennamen erhebt keinen Anspruch auf Vollständigkeit.
| Name                      | von           | bis           | umbenannt in (aktuell)                    | Herleitung                                                   | Bemerkungen |
| ------------------------- | ------------- | ------------- | ----------------------------------------- | ------------------------------------------------------------ | --- |
| Adelskamp                 | 6. Aug. 1907  | 9. Juli 1915  | → Beckmannsbusch → Theodor-Althoff-Straße |                                                              | Der südliche Teil der Theodor-Althoff-Straße war ein Teil der Straße Beckmannsbusch. Sie hieß zuvor Adelskamp. |
| Alleestraße               | 6. Aug. 1907  | 9. Juli 1915  | → Lilienstraße                            |                                                              | |
| Am Hochbassin             | 5. Juli 1950  | 5. März 1951  | → Am Tann                                 | Ehemaliger Wasserspeicher des Wasserwerks Wolfsbachtal       | |
| Am Rathaus                | 6. Aug. 1907  | 9. Juli 1915  | → Weddigenstraße                          | Rathaus der ehemaligen Bürgermeisterei Bredeney              | Hier steht das 1902 durch Oskar Kunhenn errichtete Rathaus der ehemaligen Bürgermeisterei Bredeney. Es steht heute unter Denkmalschutz. Die Straße Am Rathaus wurde 1915 in Mückestraße und 1938 in Weddigenstraße umbenannt. |
| Am Zweihonnschaftenwald   | 18. Okt. 1921 | 31. Mai 1930  | → Maybachstraße → Zweihonnschaftenwald    | Lage am Bredeneyer Gemeindewald                              | |
| Bergstraße                | 6. Aug. 1907  | 9. Juli 1915  | → Emdenstraße                             |                                                              | |
| Bottlenbergstraße         | 4. Feb. 1904  | 9. Juli 1915  | → Bottlenberg                             | Bottlenberg (Adelsgeschlecht)                                | Die Benennung erfolgte nach der Familie Bottlenberg gen. von Schirp auf Schloss Baldeney aus dem Adelsgeschlecht Bottlenberg.                                                                                                 |
| Bruchstraße               | 6. Aug. 1907  | 9. Juli 1915  | → Weidenbruch                             |                                                              | |
| Brunnenweg                | 6. Aug. 1907  | 9. Juli 1915  | → Graf-Spee-Straße                        |                                                              | |
| Essener Straße            | 6. Aug. 1907  | 9. Juli 1915  | → Bredeneyer Straße                       | Straße zur damaligen Stadt Essen                             | |
| Florastraße               |               | 20. Nov. 1937 | → Am Korintenberg                         |                                                              | Die Florastraße wurde 1937 in Tiergarten und 1950 in Am Korintenberg umbenannt. |
| Friedrichsallee           | 6. Aug. 1907  | 1. Juli 1915  | → Prinz-Adolf-Straße                      |                                                              | |
| General-Ludendorff-Straße | 20. Nov. 1937 | 18. Juni 1945 | → Lerchenstraße                           | Erich Ludendorff, General und Politiker                      | Umbenennung in der Zeit des Nationalsozialismus, um die symbolische Form der Machtergreifung voranzutreiben. |
| Glückaufstraße            | 7. Jan. 1909  | 9. Juli 1915  | → Kiefernhalde                            | Glückauf, Bergmannsgruß                                      | Zur Eingemeindung Bredeneys zur Stadt Essen wurde die Glückaufstraße in Bredeney am 9. Juli 1915 umbenannt, gleichzeitig erhielt Stoppenberg eine Straße dieses Namens.                                                       |
| Grenzstraße               | 6. Aug. 1907  | 9. Juli 1915  | → Nelkengarten                            |                                                              | |
| Haeselerstraße            | 6. Aug. 1907  | 9. Juli 1915  | → Rebenlaube                              |                                                              | |
| Hermann-Göring-Straße     | 13. Juli 1933 | 18. Juni 1945 | → Bredeneyer Straße                       | Hermann Göring, nationalsozialistischer Politiker            | Umbenennung in der Zeit des Nationalsozialismus, um die symbolische Form der Machtergreifung voranzutreiben. |
| Hügelstraße               | 4. Feb. 1903  | 16. Sep. 1910 | → Lerchenstraße                           | Straße zum Hügel mit der Villa Hügel                         | |
| Hugenbergstraße           | 8. Mai 1933   | 15. Mai 1945  | → Lilienstraße                            | Alfred Hugenberg, Rüstungs- und Medienunternehmer, Politiker | Umbenennung in der Zeit des Nationalsozialismus, um die symbolische Form der Machtergreifung voranzutreiben. |
| Im Löwental               | 12. Jan. 1934 | 21. Nov. 1968 | → Bredeneyer Straße                       | Löwental, benachbartes Tal                                   | Im Nachbarstadtteil Werden trägt der dort vorhandener Straßenabschnitt noch diesen Namen. |
| Im Ruhrtal                | 1. Dez. 1927  | 8. Mai 1933   | → Freiherr-vom-Stein-Straße               | Im Tal der Ruhr gelegen                                      | Die zuvor Löwentaler Weg genannte Straße Im Ruhrtal wurde 1933 zur Freiherr-vom-Stein-Straße umbenannt. |
| Kampstraße                | 6. Aug. 1907  | 9. Juli 1915  | → Blumenkamp                              |                                                              | Zur Eingemeindung Bredeneys zur Stadt Essen 1915 musste die Kampstraße umbenannt werden, da es im Stadtteil Bochold bereits eine Kampstraße gab.                                                                              |
| Kettwiger Straße          | vor 1910      | 9. Juli 1915  | → Meisenburgstraße                        | Straße nach Kettwig                                          | Zur Eingemeindung Bredeneys zur Stadt Essen 1915 musste die Kettwiger Straße umbenannt werden, da es im Essener Stadtkern bereits eine Kettwiger Straße gab.                                                                  |
| Königstraße               |               | 9. Juli 1915  | → Einigkeitstraße                         |                                                              | Zur Eingemeindung Bredeneys zur Stadt Essen 1915 musste die Königstraße umbenannt werden, da es im Essener Stadtkern zu dieser Zeit bereits eine Königstraße gab.                                                             |
| Krummer Weg               |               | 18. Feb. 1916 | → Heierbusch                              |                                                              | |
| Kruppstraße               | 6. Aug. 1907  | 9. Juli 1915  | → Holunderweg                             | Industriellenfamilie Krupp                                   | Zur Eingemeindung Bredeneys zur Stadt Essen 1915 musste die Kruppstraße umbenannt werden, da es im Essener Südviertel bereits eine Kruppstraße gab.                                                                           |
| Langenbachstraße          | 6. Aug. 1907  | 9. Juli 1915  | → Talbogen                                |                                                              | |
| Löwentaler Weg            | vor 1910      | 1. Dez. 1927  | → Freiherr-vom-Stein-Straße               | Löwental, benachbartes Tal                                   | Der Löwentaler Weg wurde 1927 zur Straße Im Ruhrtal und 1933 zur Freiherr-vom-Stein-Straße umbenannt. |
| Markenweg                 | 9. Juli 1915  | 15. Jan. 1936 | → Berenberger Mark                        |                                                              | |
| Mittelstraße              | 6. Aug. 1907  | 9. Juli 1915  | → Frühlingstraße                          |                                                              | Im Zuge der Eingemeindung von Bredeney zur Stadt Essen 1915 musste die Mittelstraße umbenannt werden, da es im Westviertel bereits eine Straße dieses Namens gab.                                                             |
| Mückestraße               | 9. Juli 1915  | 6. Okt. 1938  | → Weddigenstraße                          |                                                              | Die Mückestraße hieß zuvor Am Rathaus. |
| Nicodemusstraße           | 26. Jan. 1906 | 25. Mai 1906  | → Norbertstraße                           |                                                              | Zuvor hieß die Straße Nikolausstraße. |
| Nikolausstraße            | 6. Sep. 1897  | 26. Jan. 1906 | → Norbertstraße                           | Nikolaus, männlicher Vorname                                 | Die Benennung nach einem Vornamen erfolgte nach einem Rüttenscheider Beschluss von 1895. |
| Rausenbergerstraße        | 24. Juli 1929 | 26. Mai 1939  | → Benzstraße                              |                                                              | |
| Rellinghauser Straße      | 6. Aug. 1907  | 9. Juli 1915  | → Frankenstraße → Bredeneyer Kreuz        | Straße nach Rellinghausen                                    | Zur Eingemeindung Bredeneys zur Stadt Essen 1915 musste die Rellinghauser Straße umbenannt werden, da bereits eine Rellinghauser Straße durch die Stadtteile Südviertel, Rüttenscheid, Huttrop und Bergerhausen führte.       |
| Ruhrsteinstraße           | vor 1898      | 9. Juli 1915  | → Am Ruhrstein                            | Ehemaliges Luftkurhaus Ruhrstein                             | |
| Schlägelgasse             | 6. Aug. 1907  | 9. Juli 1915  | → Fliederbusch                            | Anlehnung an das Bergbausymbol Schlägel und Eisen            | |
| Schubertstraße            | 6. Aug. 1907  | 9. Juli 1915  | → Baumblüte                               | Franz Schubert, österreichischer Komponist                   | Zur Eingemeindung Bredeneys zur Stadt Essen 1915 musste die Schubertstraße umbenannt werden, da es im Stadtteil Südviertel bereits eine Straße dieses Namens gab.                                                             |
| Schulstraße               | 6. Aug. 1907  | 9. Juli 1915  | → Graf-Spee-Straße                        | anliegende Graf-Spee-Schule                                  | |
| Steinhäuser Weg           |               | 3. Juni 1935  | → Wilhelm-Bernsau-Weg                     |                                                              | |
| Stocksiepenstraße         | 6. Aug. 1907  | 9. Juli 1915  | → Stocksiepen                             | Stocksiepen, Flurname                                        | |
| Tiergarten                |               | 20. Nov. 1937 | → Am Korintenberg                         |                                                              | Die Straße Tiergarten hieß bis 1937 in Florastraße und wurde 1950 in Am Korintenberg umbenannt. |
| Tirpitzstraße             | 9. Juli 1915  | 30. März 1949 | → Graf-Bernadotte-Straße                  | Alfred von Tirpitz, deutscher Großadmiral                    | Die Tirpitzstraße hieß zuvor Wusthoffstraße und wurde 1949 in Graf-Bernadotte-Straße umbenannt. |
| Voßbuschstraße            | 6. Aug. 1907  | 9. Juli 1915  | → Voßbusch                                | Voßbusch, Flurname                                           | |
| Waldstraße                | 6. Aug. 1907  | 6. Juli 1929  | → Wiedfeldtstraße                         |                                                              | |
| Werdener Straße           | 6. Aug. 1907  | 9. Juli 1915  | → Bredeneyer Straße                       | Straße nach Werden                                           | |
| Wiesenstraße              | 6. Aug. 1907  | 9. Juli 1915  | → Am Wiesental                            |                                                              | |
| Wusthoffstraße            | 6. Aug. 1907  | 9. Juli 1915  | → Graf-Bernadotte-Straße                  | Wusthoff, Hofname                                            | Die Wusthoffstraße wurde 1915 in Tirpitzstraße und 1949 in Graf-Bernadotte-Straße umbenannt. |
| Zeppelinstraße            | 6. Aug. 1907  | 9. Juli 1915  | → Tulpenweg                               | Ferdinand von Zeppelin, Luftschiffentwickler                 | |